# Condado de Garfield (Montana)
O Condado de Garfield é um dos 56 condados do estado norte-americano de Montana. A sede de condado é Jordan, que é também a sua maior cidade. O condado tem uma área de 12 556 km² (dos quais 464 km² estão cobertos por água), uma população de 1279 habitantes, e uma densidade populacional de 0,1 hab/km² (segundo o censo nacional de 2000). O condado foi fundado em 1919 e recebeu o seu nome em homenagem a James Abram Garfield (1831-1881), que foi o 20.º presidente dos Estados Unidos (1881).